# Lethe gafuri
Lethe gafuri är en fjärilsart som beskrevs av Robert Christopher Tytler 1924. Lethe gafuri ingår i släktet Lethe och familjen praktfjärilar. Inga underarter finns listade i Catalogue of Life.